# S/2022 J 1
S/2022 J 1 este un mic satelit natural exterior al lui Jupiter descoperit de Scott S. Sheppard pe 30 august 2022, folosind telescopul Víctor M. Blanco de 4,0 metri de la Observatorul Cerro Tololo, Chile. A fost anunțat de Minor Planet Center pe 22 februarie 2023, după ce observațiile au fost colectate pe un interval de timp suficient de lung pentru a confirma orbita satelitului. 
S/2022 J 1 face parte din grupul Carme, un grup strâns de sateliți neregulați retrograzi ai lui Jupiter care urmează orbite similare cu Carme la semiaxe mari între 22-24 milioane de kilometri, excentricități orbitale între 0,2 și 0,3 și înclinații între 163 și 166°. Are un diametru de aproximativ 2 km (1,2 mi) pentru o magnitudine absolută de 17,0. 